# Lucas Santa Ana
Lucas Santa Ana (Buenos Aires, 5 de septiembre de 1977) es un director, guionista, productor e intérprete argentino. 

## Biografía
Egresó como guionista de la Escuela Nacional de Experimentación y Realización Cinematográfica (ENERC). 

## Filmografía

### Largometrajes
- Ilse Fuskova (2021) Codirección con Liliana Furió
- Yo, adolescente (2020)
- El puto inolvidable. Vida de Carlos Jáuregui (2017)
- Como una novia sin sexo (2016)

### Cortometrajes
- Vida Nueva (2013) - Historias breves 8
- Un aire familiar (2012)
- De la noche a la mañana (2012)
- Las Llaves (2011)
- Darío (...) María (2010)

### Colaboraciones
- Historias breves 8 (2013)